# Казе Ла Вале ди Трезоле (Пезаро и Урбино)
Казе Ла Вале ди Трезоле је насеље у Италији у округу Пезаро и Урбино, региону Марке.
Према процени из 2011. у насељу је живело 230 становника. Насеље се налази на надморској висини од 86 м.